# Dysauxes pontica
Dysauxes pontica là một loài bướm đêm thuộc phân họ Arctiinae, họ Erebidae.